# Československá basketbalová liga 1978-1979
La Československá basketbalová liga 1978-1979 è stata la 51ª edizione del massimo campionato cecoslovacco di pallacanestro maschile. La vittoria finale è stata ad appannaggio dell'Inter Bratislava.

## Risultati

### Stagione regolare
|     | Squadra           | G  | V  | P  | PF   | PS   | Pt. | Qualificazione |
| --- | ----------------- | -- | -- | -- | ---- | ---- | --- | -------------- |
| 1.  | Inter Bratislava  | 32 | 27 | 5  | 3107 | 2560 | 59  |                |
| 2.  | Zbrojovka Brno    | 32 | 25 | 7  | 3198 | 2824 | 57  |                |
| 3.  | Dukla Olomouc     | 32 | 17 | 15 | 2907 | 2771 | 49  |                |
| 4.  | Slavia VŠ Praga   | 32 | 15 | 17 | 2735 | 2858 | 47  |                |
| 5.  | Tatran Ostrava    | 32 | 14 | 18 | 2761 | 2814 | 46  |                |
| 6.  | Pardubice         | 32 | 13 | 19 | 2605 | 2792 | 45  |                |
|     |                   |    |    |    |      |      |     |                |
| 7.  | Sparta ČKD Praga  | 32 | 17 | 15 | 2880 | 2871 | 49  |                |
| 8.  | Slávia VŠD Žilina | 32 | 15 | 17 | 2597 | 2724 | 47  |                |
| 9.  | Baník Ostrava     | 32 | 14 | 18 | 2697 | 2712 | 46  |                |
| 10. | Baník Prievidza   | 32 | 14 | 18 | 2666 | 2802 | 46  | retrocesse     |
| 11. | Chemosvit         | 32 | 11 | 21 | 2706 | 2873 | 43  | retrocesse     |
| 12. | Slávia TU Košice  | 32 | 10 | 22 | 2610 | 2893 | 42  | retrocesse     |

| Československá basketbalová liga 1978-1979 |
| ------------------------------------------ |
| Inter Bratislava 1º titolo                 |

## Formazione vincitrice
| N° | Naz.                      | Ruolo | Sportivo         |  | Alt. |  |
| -- | ------------------------- | ----- | ---------------- |  | ---- |  |
|    | Cecoslovacchia (bandiera) | A     | Stano Kropilák   |  | 208  |  |
|    | Cecoslovacchia (bandiera) |       | Marian Kotleba   |  |      |  |
|    | Cecoslovacchia (bandiera) | A     | Peter Rajniak    |  | 200  |  |
|    | Cecoslovacchia (bandiera) | A     | Vladimír Padrta  |  | 197  |  |
|    | Cecoslovacchia (bandiera) | A     | Justin Sedlák    |  | 200  |  |
|    | Cecoslovacchia (bandiera) | G     | Pavol Bojanovský |  | 192  |  |
|    | Cecoslovacchia (bandiera) |       | Mašura           |  |      |  |
|    | Cecoslovacchia (bandiera) |       | Plesník          |  |      |  |
|    | Cecoslovacchia (bandiera) |       | Hagara           |  |      |  |
|    | Cecoslovacchia (bandiera) |       | Považanec        |  |      |  |
|    | Cecoslovacchia (bandiera) |       | Kevenský         |  |      |  |
|    | Cecoslovacchia (bandiera) | All.  | Rudolf Stanček   |  |      |  |

## Fonti
- Ing. Pavel Šimák: Historie československého basketbalu v číslech (1932-1985), Basketbalový svaz ÚV ČSTV, květen 1985, 174 stran
- Ing. Pavel Šimák: Historie československého basketbalu v číslech, II. část (1985-1992), Česká a slovenská basketbalová federace, březen 1993, 130 stran
- Juraj Gacík: Kronika československého a slovenského basketbalu (1919-1993), (1993-2000), vydáno 2000, 1. vyd, slovensky, BADEM, Žilina, 943 stran
- Jakub Bažant, Jiří Závozda: Nebáli se své odvahy, Československý basketbal v příbězích a faktech, 1. díl (1897-1993), 2014, Olympia, 464 stran